# 盧秀芳
盧秀芳（1967年9月19日—），台灣新聞工作者、高階媒體主管。畢業於輔仁大學中國語文學系，她是第1位進入中國中央電視台攝影棚的台灣媒體人，並被評為「2005中國傳媒年度十大人物」之一。曾任中天新聞台《盧秀芳中天辣晚報》當家主播、中天亞洲台新聞總監，現任中視董事長兼總經理。
大姊為現任臺中市市長盧秀燕，二姊為羚羊事業股份有限公司的董事長盧秀玲。盧秀芳的丈夫為前行政院副院長徐立德長子徐志奕。

## 生平
盧秀芳成長於基隆市安樂區，公公是國民黨大老徐立德。她有2名姊姊：盧秀燕為記者出身國民黨政治人物；盧秀玲為企業家，目前擔任羚羊公司董事長。
盧秀芳高中時，參加學校的校刊社，並訪問過知名作家張曉風。曾任台視新聞擔任新聞主播與氣象主播。1997年轉投效東森新聞台，長期擔任《東森晚間新聞》主播，並同時擔任節目主持人及製作人，近期的長期性專題節目為《兩岸2008》與《兩岸2009》。
2009年3月底剛和東森續約後卻閃電請辭；2009年5月1日於中天新聞台復出螢光幕，接下《中天晚間新聞》的黃金時段，並表示未來的新聞取向將會「以人為本」。2024年12月25日在主持《盧秀芳中天辣晚報》時宣布將主持棒交給新主播。
2024年12月26日，主播盧秀芳接下中視董事長兼總經理。

### 與中國大陆合作
- 2005年5月：連戰訪問中國大陸時，中國中央電視台特别與台灣東森新聞獨家合作。盧秀芳特別佩带了和平鴿，並將另外一只贈送給白岩松。她跟随連戰走訪北京、上海等地，並為觀眾報導了連戰訪問大陆的一系列情形，甚至與中央電視台首席主播白岩松同台播報新聞，成為第一位走進中央電視台直播間的台湾新聞人。盧秀芳認為，「連戰的和平之旅不僅是兩岸政治交往的先河，也使得兩岸的新聞媒體首次合作，使兩岸民眾能在第一時間了解到新聞的動向」。她相信通過這次合作，可以把臺灣社會的民主和平多元的聲音，傳遞给大陸13億民眾。

- 2005年7月：白岩松去臺灣進行新聞報導，盧秀芳同行，並在中央电视台播出“岩松在臺灣”的節目。在臺灣，白岩松採訪了臺灣名流如柏楊、宋楚瑜、侯孝賢、高金素梅、蔣孝嚴、王永慶、連戰、余光中等，還参觀了著名景點如台北101大樓、鄧麗君墓，另外還品嚐了臺灣小吃。

- 2005年10月：中國大陸發射神舟六號載人航天飛船，盧秀芳再次與白岩松同台報導。這一回盧秀芳和白岩松還品嚐了太空食品，参觀了衛星發射指揮中心，成為第一個進入酒泉衛星發射中心的臺灣主持人。

- 2006年1月：中國大陆政府將在四川卧龍自然保護區挑選贈臺大熊貓，盧秀芳於四川進行了現場報導。
- 2013年1月：盧秀芳與王津元、曹景行主持中天電視與東方衛視共同製作的衛星連線節目《雙城記》。
- 盧秀芳曾成為江蘇衛視《女人百分百》的來賓，並受到極高的待遇。栏目組甚至特意請來了連戰大陆行時曾给連戰獻藝的大廚，當場給盧秀芳烹飪江南美食，特意起名“秀芳粥”，盧秀芳拿出帶来的臺灣名產與主持人大吃起来。節目播出后，大批觀眾打電話要求電視台重播該節目。

## 學歷
- 基隆女中
- 輔仁大學中文系

## 簡歷
- 台視記者、主播、主持人、節目組副組長（1987年－1997年）
- 東森新聞台主播、製作人、主播組組長（1997年－2009年4月2日）
- 中天新聞台主播、主持人、製作人（2009年5月1日-2024年12月25日）
- 中天亞洲台新聞總監
- 中視節目主持人（2017年3月20日－2017年12月29日）
- 中天亞洲台節目主持人（2013年1月-2025年3月1日）
- 中視董事長兼總經理（2024年12月26日至今）

## 曾擔任播報節目
| 年份                          | 頻道                               | 節目                                                     | 備註                            |
| ----------------------------- | ---------------------------------- | -------------------------------------------------------- | ------------------------------- |
| 1987年－1997年                | 台視主頻                           | 《台視新聞世界報導》                                     | 主播兼製作人                    |
| 1993年前後                    | 台視主頻                           | 《熱線追蹤》                                             | 主持人兼製作人                  |
| 1993年前後                    | 台視主頻                           | 《從台北看天下》                                         | 主持人兼製作人                  |
| 1997年9月1日－2009年4月2日    | 東森新聞台                         | 《東森晚間新聞》                                         | 當家主播                        |
| 2004年10月－待查              | 東森新聞S台                        | 《一個說法》                                             | 主持人                          |
| 2009年5月1日－2024年12月25日  | 中天新聞台                         | 《中天晚間新聞》→《盧秀芳中天辣晚報》                    | 當家主播兼製作人                |
| 2011年6月－2020年12月27日     | 中天新聞台                         | 《開放新中國》→《兩岸中國夢》 （一度更名為《秀芳點題》） | 主持人                          |
| 2016年10月23日－2020年3月     | 中天新聞台                         | 《中天調查報告》                                         | 主持人                          |
| 2021年1月11日－2024年12月19日 | 中天新聞台                         | 《世界越來越盧》                                         | 主持人，中天新聞網路節目        |
| 2023年12月2日—2024年1月6日    | 中天新聞台                         | 《CTI TALK 網路論壇》                                    | 主持人，中天新聞網路節目        |
| 2013年1月-2025年3月1日        | 中天娛樂台 中天亞洲台 上海東方衛視 | 《雙城記》                                               | 主持人 （與曹景行、王津元搭檔） |
| 2017年3月20日－2017年12月29日 | 中視主頻                           | 《了解與互信 兩岸一定旺》                                | 主持人（與張以仁搭檔）          |

### 於中國大陆主持節目
| 报道内容             | 时间       | 主持人         | 播出節目   | 所屬電視台                 |
| -------------------- | ---------- | -------------- | ---------- | -------------------------- |
| 连战大陆行           | 2005年5月  | 盧秀芳、白岩松 | 东方时空   | 中國中央電視台             |
| 岩松看台湾           | 2005年7月  | 盧秀芳、白岩松 | 东方时空   | 中國中央電視台             |
| 两岸看神州           | 2005年10月 | 盧秀芳、白岩松 | 东方时空   | 中國中央電視台             |
| 赠台大熊猫遴选       | 2006年1月  | 盧秀芳、白岩松 | 东方时空   | 中國中央電視台             |
| 第2次连战大陆行      | 2006年4月  | 盧秀芳、白岩松 | 东方时空   | 中國中央電視台             |
| 台湾灾区灾后重建探访 | 2009年8月  | 盧秀芳、白岩松 | 新闻直播间 | 中國中央電視台、中天电视台 |
| 台湾灾区灾后重建探访 | 2009年8月  | 盧秀芳、白岩松 | 共同关注   | 中國中央電視台、中天电视台 |
| 台湾灾区灾后重建探访 | 2009年8月  | 盧秀芳、白岩松 | 新闻1+1    | 中國中央電視台、中天电视台 |

## 獲獎記錄

### 電視金鐘獎
| 年份   | 獲提名                                         | 獎項                             | 結果 |
| ------ | ---------------------------------------------- | -------------------------------- | ---- |
| 1990年 | 《四十年回首看眷村系列報導》                   | 第25屆金鐘獎電視新聞採訪獎       | 提名 |
| 1993年 | 《熱線追蹤》－「二二八事件四十五週年紀念專輯」 | 第28屆金鐘獎最佳新聞採訪獎       | 獲獎 |
| 2017年 | 《開放新中國：秀芳點題》                       | 第52屆金鐘獎人文紀實節目主持人獎 | 提名 |

### 新加坡亞洲新聞大獎
| 年份   | 獲提名                   | 獎項                             | 結果 |
| ------ | ------------------------ | -------------------------------- | ---- |
| 2005年 | 神舟六號發射升空現場轉播 | 新加坡亞洲新聞大獎最佳現場轉播獎 | 獲獎 |

### 華鼎獎
| 年份   | 獲提名 | 獎項                                         | 結果 |
| ------ | ------ | -------------------------------------------- | ---- |
| 2010年 | 盧秀芳 | 第三屆華鼎獎年度電視新聞節目最佳表現女主持人 | 獲獎 |
| 2005年 | 盧秀芳 | 第三屆華鼎獎社會影響最佳節目主持人           | 獲獎 |
| 2005年 | 盧秀芳 | 第三屆華鼎獎百大主持人                       | 獲獎 |

## 著作
| 年份   | 書名                   | 作者   | 出版社 | SBN             |
| 2000年 | 《盧秀芳－談主播幕後》 | 盧秀芳 | 希代   | ISBN 9574670228 |
| 2001年 | 《女主播週記》         | 盧秀芳 | 大田   | ISBN 9574550222 |

## 外部連結
- 開放新中國-秀芳點題的新浪微博